# 一路上有你 (1998年電影)
《一路上有你》（英語：Simon Birch）是一部1998年上映的美國喜劇劇情片，大致改編自作家約翰·艾文1989年的小說《為歐文·米尼祈禱》。本片由馬克·史蒂文·強森編劇並執導，是其導演處女作，主演包括奥利弗·普莱特、大衛·史崔森、伊恩·麥可·史密斯、黛娜·艾薇和艾希莉·賈德。電影刪減了小說後半部分的大量劇情，並更改了結局。
應艾文的要求，該片並未沿用小說原書名。他認為原著無法成功改編成電影，並建議將片名改為「Simon Birch」以取代小說主角名字「Owen Meany」。故事劇情主要圍繞12歲的喬·溫特沃斯與其患有侏儒症的好友西蒙·柏奇之間的情誼展開。該片在上映後獲得影評人普遍負面評價，並在票房上表現不佳，製作預算約為2,000萬美元，全球票房僅達1,830萬美元，被視為票房炸弹。

## 剧情
成年的乔·温特沃斯拜访了他已故的朋友西蒙·伯奇的墓碑，他以画外音的形式叙述，画面随后转回他们的童年。西蒙是格雷夫斯敦有史以来体型最小的孩子。他那冷酷无情的父母对他的境况漠不关心。他热爱棒球，尽管在少年棒球聯盟里他几乎从没机会上场，而他上场时也只是因为他异常小的“好球帶”而获得保送。乔的母亲丽贝卡在火车上怀上了乔。她拒绝透露父亲的身份，这使得乔被镇上的人看作“私生子”。
有一天，丽贝卡邀请戏剧老师本·古德里奇来家里吃晚饭。本和男孩们见面，送了乔一个犰狳玩偶。西蒙立刻就喜欢上了本，但乔起初对他很冷淡，因为乔只想找到自己的父亲。一个周日的早上，丽贝卡邀请本和他们一起去教堂。在教堂的布道环节，西蒙向罗素牧师表达了他的观点，即教堂活动与荣耀上帝无关。主日學老师利维小姐让他坐到角落里，直到他道歉。她训斥他，说他不属于教堂。丽贝卡听到后很生气，她在接西蒙时和利维争吵起来，指责她对西蒙坚定的信仰感到不安。
在一场棒球比赛中，西蒙打出了一个完美的球。这个球变成了一个界外球，击中了丽贝卡头部，导致她身亡。西蒙将他珍藏的棒球卡作为歉意送给乔，乔则将犰狳玩偶送给西蒙作为原谅。乔的外祖母告诉乔，她因年事已高而即将离世，在她去世后必须为他做好打算，因为丽贝卡从未向任何人透露过乔父亲的身份，甚至连知己都没有。西蒙相信乔的父亲可能拿走了那个打死丽贝卡的棒球。他们认为体育老师很可能是那个人，于是闯进他的办公室寻找，但没有找到。绝望的乔砸坏了办公室。警长同意，只要他们冬天假期去儿童静修营做义工，就释放他们。他们同意了这项安排后，警长不知道该叫谁来接他们。西蒙提议叫本。本接他们回家，原谅了他们，带他们去吃冰淇淋。西蒙告诉本，他的命运是成为一个英雄，但也承认他不知道这意味着什么。不过，他害怕这会随时发生，他可能会错过。
利维组织了一场有“耶稣降生”剧的圣诞庆典。西蒙批评利维糟糕的创意决策，导致罗素在庆典结束前没收了西蒙的棒球卡。这场戏演得一团糟：扮演“斑鸠”的服装看起来像长着翅膀的变异乌龟，“東方三博士”记不住“We Three Kings”这首歌的歌词，而霍华德的懼高症让他忘记了台词。当西蒙看到马乔里的乳沟时，他非禮了她，场面很快演变成暴力混乱。霍华德因体重过重，身上的安全带断裂，导致他反复荡来荡去，最终呕吐在利维身上。罗素宣布取消西蒙参加冬季度假营的资格，拒绝归还他的棒球卡。西蒙表示他想知道上帝赋予他的目的。当教堂的队伍离开去度假营时，西蒙来到教堂和乔道别。后来，他闯入罗素的办公室拿回他的卡，在那里他发现了那个致命的棒球，这表明罗素就是乔的父亲。西蒙让本开车送他去度假营告诉乔，到达时罗素已经告诉了他。
在西蒙和乔乘巴士回家时，司机为了避让一头鹿而猛打方向盘，导致巴士撞入湖中。司机弃车逃跑，罗素昏迷不醒，西蒙在乔的帮助下指挥大家逃生，但在营救最后一个孩子时差点溺水。后来，乔在医院醒来，去探望奄奄一息的西蒙。他看到马乔里称赞西蒙勇敢并亲吻了他，然后离开，让乔和西蒙说话。西蒙听到乔的声音后醒来，他提到自己矮小的身材在疏散孩子们时帮了大忙。他们互相道别后，西蒙去世了。那年夏天，乔的外祖母也去世了，本在乔满13岁前收养了他。镜头回到现在，成年的乔在西蒙的墓前，他的儿子（以西蒙命名）提醒他要去参加一场足球比赛，父子俩开车离去，电影结束。

## 演員
- 伊恩·麥可·史密斯（英语：Ian Michael Smith） 饰演 西蒙·伯奇
- 約瑟夫·馬傑羅 饰演 乔·温特沃斯，西蒙最好的朋友
  - 占·基利 饰演 成年乔·温特沃斯/旁白
- 艾希莉·賈德 饰演 丽贝卡·温特沃斯，乔的母亲
- 奥利弗·普莱特 饰演 本·古德里奇，丽贝卡的丈夫和乔的养父
- 大衛·史崔森 饰演 罗素牧师
- 黛娜·艾薇（英语：Dana Ivey） 饰演 乔的外祖母
- 比阿特丽斯·温德（英语：Beatrice Winde） 饰演 希尔德·格罗夫
- 詹·胡克斯（英语：Jan_Hooks）饰演 阿格尼丝·利维小姐
- 塞西莉·卡罗尔（Cecilley Carroll）饰演 马乔里
- 苏梅拉-罗斯·凯拉米多普洛斯（Sumela-Rose Keramidopulos）饰演 安
- 山姆·莫顿（Sam Morton）饰演 斯图尔特
- 约翰·马泽罗（John Mazzello）饰演 西蒙·温特沃斯，乔的儿子
- 霍利·丹尼森（Holly Dennison）饰演 伯奇太太，西蒙的母亲
- 彼得·麦克尼尔（Peter MacNeill）饰演 伯奇先生，西蒙的父亲
- 托马斯·J·伯恩斯（Thomas J. Burns）饰演 西蒙·伯奇的特技替身

## 制作

### 选角
西蒙·伯奇一角是伊恩·麥可·史密斯首度且唯一一次的演出作品，之後他便未再從事表演工作。 史密斯因罹患莫基奧綜合徵而身材矮小，這成為他獲得該角色的原因之一。
據報導，芝加哥一名醫院職員曾建議史密斯參與電影《真爱奇迹》的試鏡，該片同樣需要一位患有莫基奧綜合徵的角色。雖然史密斯最終未能獲得該角色，但導演將他推薦給馬克·史蒂文·約翰遜，後者正在籌備改編小說《為歐文·米尼祈禱》，並尋找一名演員飾演主角。 史密斯的父母在閱讀小說後，同意讓他參演該片。
此外，珊卓·布拉克原本曾被選定飾演麗貝卡·溫特沃斯一角，但後來換角。

### 取景地
片中巴士墜毀場景於加拿大安大略省的法國河附近拍攝。 採石場場景則在安大略省额咯剌镇完成拍攝，而多次出現在片中的教堂位於新斯科舍省盧嫩堡。為了符合劇情需求，教堂外觀的黑色邊緣在拍攝期間被漆成白色，並於片尾轉換至未來場景時恢復為黑色。棒球場景及多數室內場景則於安大略省格倫·威廉姆斯（Glen Williams）取景。

## 原声带
《一路上有你》收录了20世纪50年代和60年代的节奏布鲁斯（R&B）歌曲，以及马克·沙伊曼（Marc Shaiman）创作的四首配乐。電影的原声带于1998年4月24日通过索尼奇迹（Sony Wonder）、好莱坞唱片和史诗唱片以CD、LP和音频卡带形式发行，收录了以下歌曲：
1. "You Were There" – Babyface
2. "Bread and Butter" – The Newbeats
3. "A Walkin' Miracle" – The Essex
4. "Mickey's Monkey" – Smokey Robinson / The Miracles
5. "Can I Get a Witness" – Marvin Gaye
6. "Fever" – Peggy Lee
7. "Up on the Roof" – The Drifters
8. "Papa's Got a Brand New Bag (Part 1)" – James Brown
9. "The Nitty Gritty" – Shirley Ellis
10. "Nowhere to Run" – Martha and the Vandellas
11. "It's All Right" – The Impressions
12. "(Your Love Keeps Lifting Me) Higher and Higher" – Jackie Wilson
13. "Simon's Theme" – Marc Shaiman
14. "Friends Forever" – Marc Shaiman
15. "Simon's Birth" – Marc Shaiman
16. "Life Goes On" – Marc Shaiman

## 迴響
根据評論匯總网站爛番茄汇总的32篇评论文章，44%的评论家给予该作正面评价，平均打分为5.8分（满分10分）。该网站总结的评论家共识是“過於感傷，並過於努力地試圖打動觀眾。” 在Metacritic網站上，該片根據專業影評的加權平均分為39/100，顯示出「普遍負面評價」。 影評人吉恩·西斯可則將本片列為1998年最佳電影的第七名。 根據CinemaScore的觀眾調查，觀眾對該片的平均評級為「A」，評分等級範圍介於A+至F之間。
在票房表現方面，電影於北美首映週末排名第五，票房收入為3,321,370美元。最終北美累計票房為18,253,415美元，低於2000萬美元的製作預算。

## 家庭影音
该片于1999年5月18日以VHS、鐳射影碟和DVD形式发行。